# PGC 169100
LEDA/PGC 169100 ist eine Seyfertgalaxie vom Hubble-Typ S im Sternbild Jungfrau auf der Ekliptik, die schätzungsweise 867 Millionen Lichtjahre von der Milchstraße entfernt ist. Im gleichen Himmelsareal befinden sich u. a. die Galaxien IC 3192, IC 3196, IC 3208, IC 3209.